# Radvanec
Radvanec (deutsch Rodowitz) ist eine Gemeinde des Okres Česká Lípa in der Region Liberec im Norden der Tschechischen Republik. Sie liegt am südlichen Bergfuß des Lausitzer Gebirges im Tal des Dobranovský potok.

## Geschichte
Die erste Erwähnung bezieht sich auf das Jahr 1384. Die Lage der Gemeinde hat es ihren Einwohnern ermöglicht, sich der Landwirtschaft zu widmen. In den folgenden Jahrhunderten entwickelten sich Weberei und Glasgewerbe. Noch Anfang des 20. Jahrhunderts wurde hier Glas graviert und bemalt; der Wasserantrieb aus dem Rodowitzer Bach wurde nicht nur von einer Glasschleiferei, sondern auch von einer Getreidemühle genutzt. Im Jahr 1870 wurde die hiesige Schule erbaut. Verwaltungstechnisch bildete Rodowitz ab der Mitte des 19. Jahrhunderts eine Gemeinde im Gerichtsbezirk Haida bzw. im Bezirk Böhmisch Leipa.

## Gemeindegliederung
Die Gemeinde Radvanec besteht aus den Ortsteilen Radvanec (Rodowitz) und Maxov (Maxdorf).

## Sehenswürdigkeiten

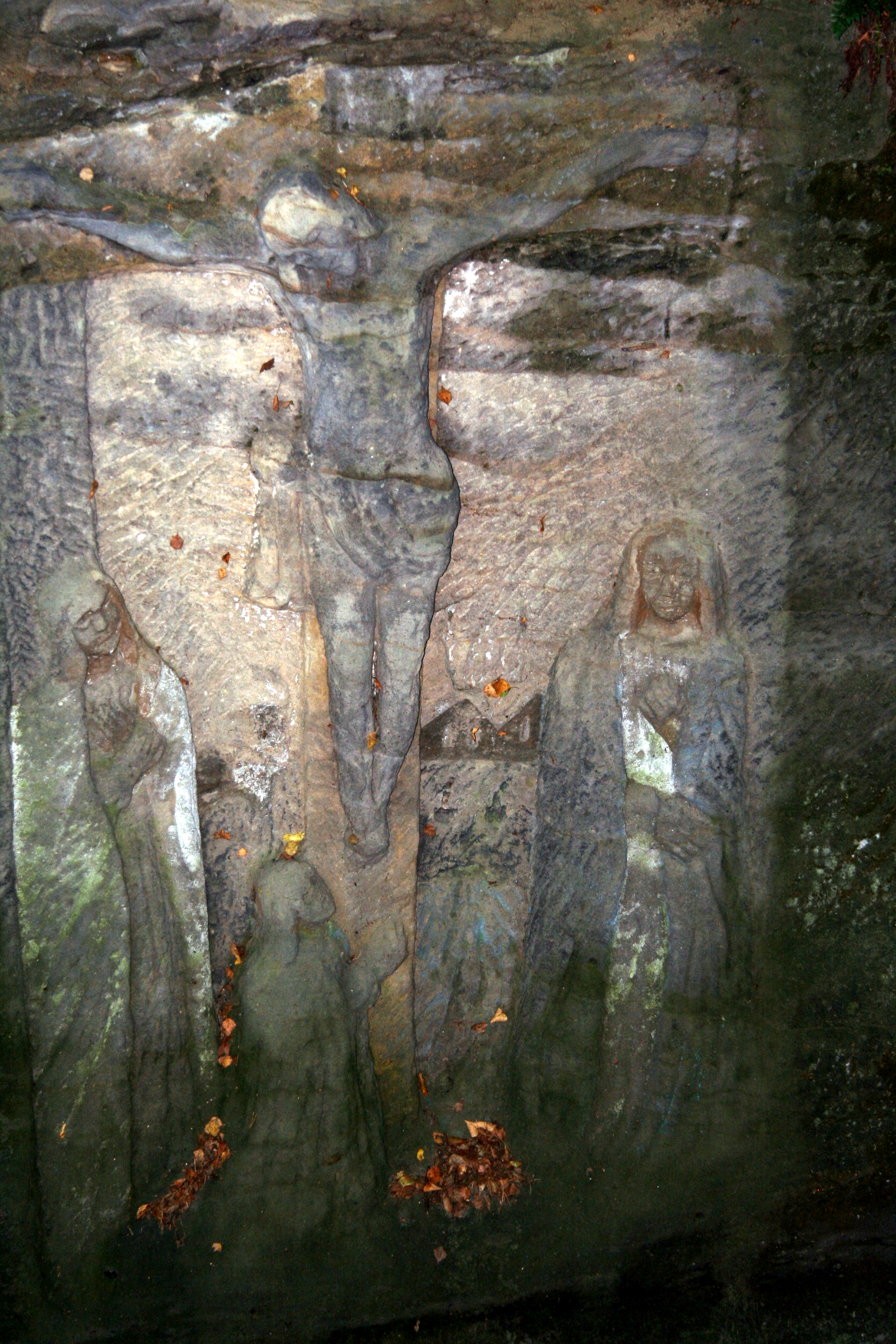
Sandsteinrelief (Kreuzigungsszene)

Das bedeutendste Wahrzeichen der Gemeinde ist die Kapelle des Hl. Antonius, deren Bau im Jahre 1818 abgeschlossen wurde. Erwähnenswert ist aber auch eine Reihe von Reliefs, die in den Sandsteingebilden direkt in der Gemeinde sowie in den umliegenden Wäldern ausgehauen sind.
Nördlich des Dorfes bildet der Dobranovský potok auf zwei Kilometern Länge ein bewaldetes Tal mit Sandsteinfelsen, das als Údolí samoty (Luzengrund) bezeichnet wird. Der am Jägerhaus einmündende Klíčský potok (Kleisbach) bildet das Údolí vzdechů (Seufzergrund) über dem sich die aus sieben Sandsteinfelsen bestehende Felswand der Havraní skály (Rabensteine) erhebt. 

## Persönlichkeiten
- Ludwig Gerthner (1724–1800), Kaufmann, durch Glastechnologien bekannt
- Anton Hoffmann (1799–1889), Glasgraveur